# Gaye
Pour les articles homonymes, voir Gaye (homonymie).
Gaye est une commune française, située dans le département de la Marne en région Grand Est.

## Géographie
Situé aux confins de la Brie et de la Champagne, dominé au loin par la côte d'Île-de-France, édifié pour partie sur le marais des Auges, Gaye est un village fleuri qui s'ouvre sur les grands espaces de la Champagne crayeuse.
| Saint-Remy-sous-Broyes                         | Linthelles         |         |
| Chichey                                        | Gaye               | Pleurs  |
| Queudes, Villeneuve-Saint-Vistre-et-Villevotte | La Chapelle-Lasson | Marigny |

### Hydrographie
La commune est dans la région hydrographique « la Seine de sa source au confluent de l'Oise (exclu) » au sein du bassin Seine-Normandie. Elle est drainée par les Auges, le Fossé 01 des Rigolles, le Fossé 01 du Chemin de Chichey, le Fossé 04 du Grand Marais et le ruisseau de Saint-Remy,.
Les Auges, d'une longueur de 18 km, prend sa source dans la commune de Sézanne et se jette  dans la Superbe à Pleurs, après avoir traversé cinq communes. 

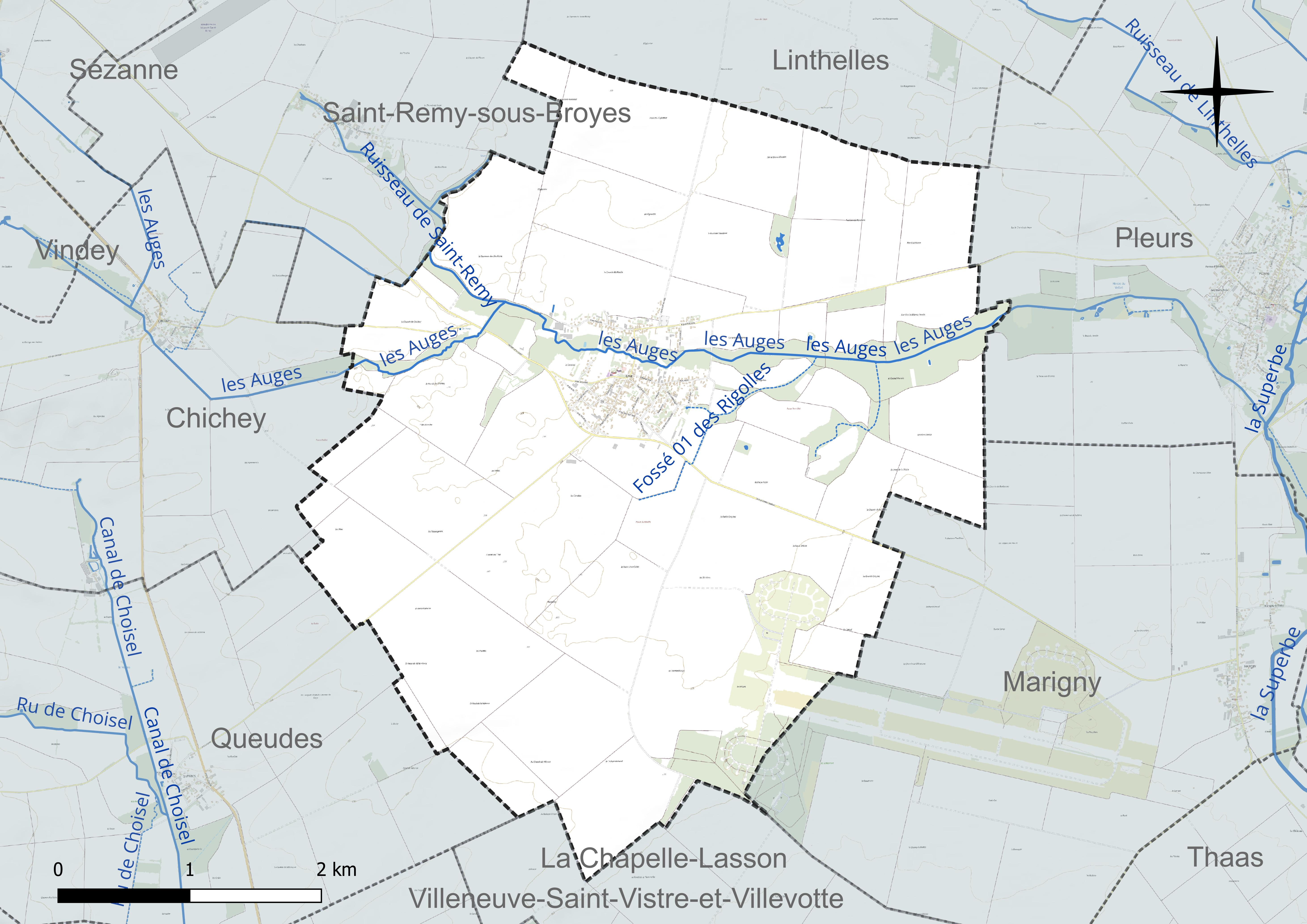
Réseau hydrographique de Gaye.

### Climat
Pour des articles plus généraux, voir Climat du Grand Est et Climat de la Marne.
En 2010, le climat de la commune est de type climat océanique dégradé des plaines du Centre et du Nord, selon une étude du Centre national de la recherche scientifique s'appuyant sur une série de données couvrant la période 1971-2000. En 2020, Météo-France publie une typologie des climats de la France métropolitaine dans laquelle la commune est exposée à un climat océanique altéré et est dans la région climatique  Nord-est du bassin Parisien, caractérisée par un ensoleillement médiocre, une pluviométrie moyenne régulièrement répartie au cours de l’année et un hiver froid (3 °C). 
Pour la période 1971-2000, la température annuelle moyenne est de 10,5 °C, avec une amplitude thermique annuelle de 16 °C. Le cumul annuel moyen de précipitations est de 705 mm, avec 10,9 jours de précipitations en janvier et 7,5 jours en juillet. Pour la période 1991-2020, la température moyenne annuelle observée sur la station météorologique de Météo-France la plus proche, « Romilly », sur la commune de Romilly-sur-Seine à 19 km à vol d'oiseau, est de 11,2 °C et le cumul annuel moyen de précipitations est de 619,5 mm. 
La température maximale relevée sur cette station est de 42,3 °C, atteinte le 25 juillet 2019 ; la température minimale est de −25,2 °C, atteinte le 6 janvier 1971,,. 
Les paramètres climatiques de la commune ont été estimés pour le milieu du siècle (2041-2070) selon différents scénarios d'émission de gaz à effet de serre à partir des nouvelles projections climatiques de référence DRIAS-2020. Ils sont consultables sur un site dédié publié par Météo-France en novembre 2022.

## Urbanisme

### Typologie
Au 1er janvier 2024, Gaye est catégorisée commune rurale à habitat dispersé, selon la nouvelle grille communale de densité à sept niveaux définie par l'Insee en 2022.
Elle est située hors unité urbaine. Par ailleurs la commune fait partie de l'aire d'attraction de Sézanne, dont elle est une commune de la couronne,. Cette aire, qui regroupe 37 communes, est catégorisée dans les aires de moins de 50 000 habitants,.

### Occupation des sols
L'occupation des sols de la commune, telle qu'elle ressort de la base de données européenne d’occupation biophysique des sols Corine Land Cover (CLC), est marquée par l'importance des territoires agricoles (86,2 % en 2018), une proportion identique à celle de 1990 (86,2 %). La répartition détaillée en 2018 est la suivante : 
terres arables (86,2 %), forêts (6,4 %), zones industrielles ou commerciales et réseaux de communication (3,9 %), zones urbanisées (3,4 %). L'évolution de l’occupation des sols de la commune et de ses infrastructures peut être observée sur les différentes représentations cartographiques du territoire : la carte de Cassini (XVIIIe siècle), la carte d'état-major (1820-1866) et les cartes ou photos aériennes de l'IGN pour la période actuelle (1950 à aujourd'hui).

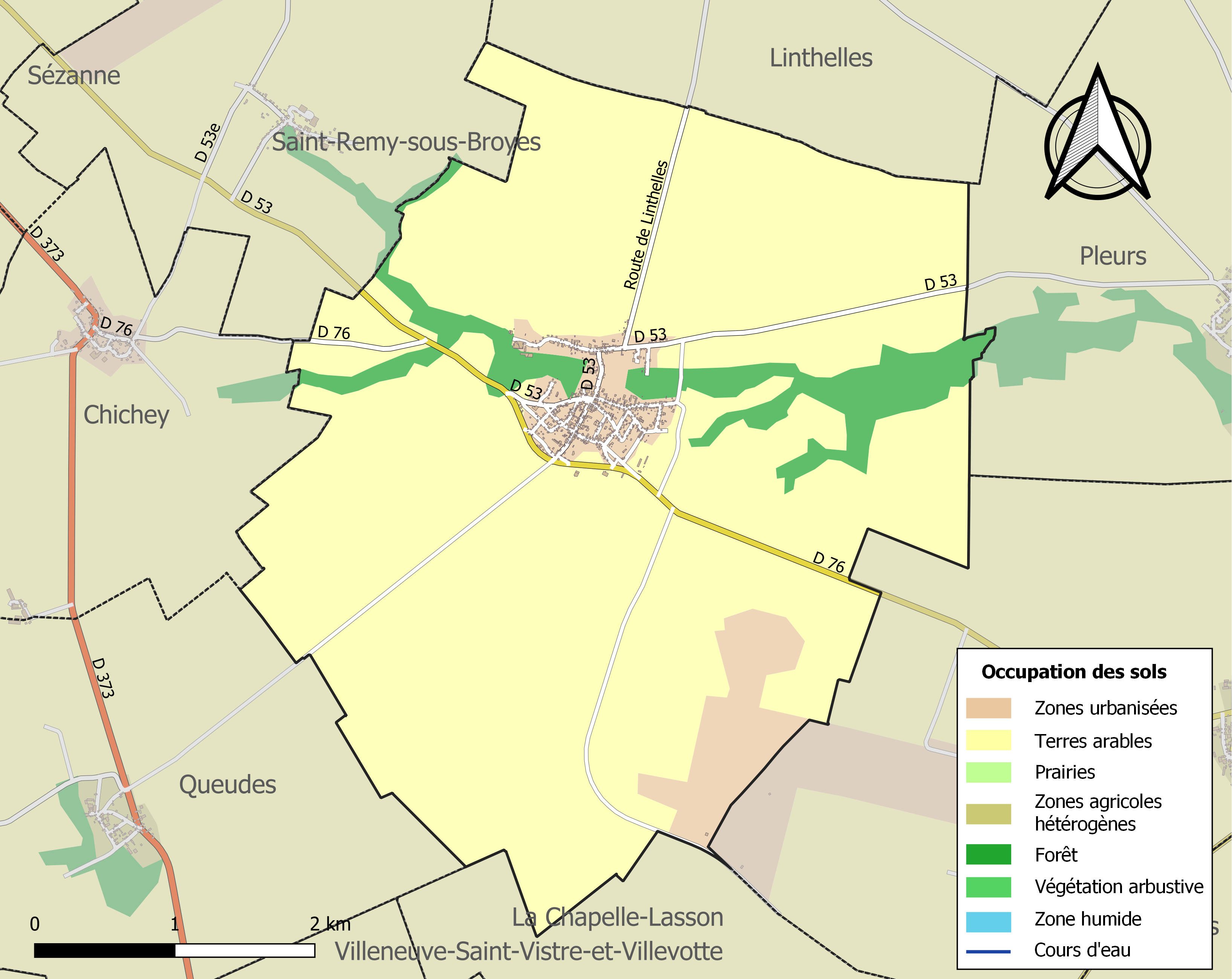
Carte des infrastructures et de l'occupation des sols de la commune en 2018 (CLC).

## Toponymie
Le nom de la localité est attesté sous les formes Waia (1079) ; Gaya (1119) ; Gaia (1138) ; Gayum (1153-1162) ; Gaie (vers 1222).

Le toponyme devrait correspondre à l'ancien français gayere (« terrain humide »). « Gaye, Lagaye, la Gayée qui, renvoient au thème des creux où l'eau séjourne, à celui des petites sources dans les prés créant autant d'endroits où l'on peut facilement, selon le terme dialectal usuel gouiller°, se mouiller les pieds et patauger dans la boue ».

Gaye est construit sur l'ancien marais formé par la rivière des Auges alimentée en partie par une prise d'eau du Grand Morin et des sources de la Côte de l'Ile de France.

## Histoire
Lieu d'implantation d'un influent prieuré clunisien créé au XIe siècle transformé en doyenné en 1291. Il fut supprimé en 1788 par le Grand Conseil de Louis XVI avec les monastères de l'ancienne observance de Cluny.
Le 4 mars 1814, les Cosaques, incendient 102 maisons sur 130 qui composent le village. Jean-Joseph Heuillard, le maire de l'époque, a consigné l'événement dans le registre d'état civil de 1814 à la suite des 37 décès de cette année-là.
Avant 1789, ce village champenois appartenait à l'élection de Sézanne puis en 1790 au département de la Marne, district de Sézanne et en 1800 à l'arrondissement d'Épernay.
Pendant la Révolution le curé de Gaye, Joseph-Louis Alliey, né vers 1750 à Puy-Saint-Vincent, canton de Vallouise dans les Hautes-Alpes, est mort à Gaye le 16 mars 1828 à 78 ans. Il a beaucoup œuvré à l'assèchement des marais.
En 1845, on y trouve 78 laboureurs pour une terre crayeuse et sablonneuse qui convient à tous les grains et au sainfoin. 106 charrues sont recensées, 86 ha de prés, 8 ha de bois, 42 ha de prés artificiels. Ce sont des chevaux qui tirent les charrues et non des bœufs.
On y a fabriqué de la bonneterie sur 56 métiers et 80 enfants ou jeunes gens, dirigés par 12 ou 15 femmes, qui tressaient annuellement 3 000 à 4 000 chapeaux de paille et casquettes. L'atelier était situé dans l'ancien logis prieural appelé le château.
La commune disposait d'une pompe à incendie.
Au centre du village se trouvent la place des Tilleuls et la mairie attenante aux écoles. L'école communale regroupe une école maternelle à 4 niveaux et une école primaire allant du CP au CM2. La fromagerie du Moulin de Gaye (anciennement Fromagerie Lincet puis Lactalis) a fermé ses portes depuis quelques années.

## Politique et administration

### Situation administrative
La commune faisait partie du canton de Sézanne. Dans le cadre du redécoupage cantonal de 2014 en France, la commune fait désormais partie du canton de Sézanne-Brie et Champagne.

### Intercommunalité
La commune fait partie  de la communauté de communes des Coteaux Sézannais.

### Liste des maires
| Période                                  | Période      | Identité                                      | Étiquette | Qualité |
| ---------------------------------------- | ------------ | --------------------------------------------- | --------- | ------- |
| Les données manquantes sont à compléter. |              |                                               |           |         |
|                                          | 1875         | Garnesson                                     |           |         |
| avant 1877                               | après 1879   | Seurat                                        |           |         |
| avant 1988                               | ?            | Roger Langlais                                |           |         |
| mars 1994                                | février 2006 | Norbert Marcaille                             |           |         |
| mars 2006                                | 2014         | Rémi Picard                                   | UMP       |         |
| 2014                                     | En cours     | Pascal Bidault Réélu pour le mandat 2020-2026 |           |         |

Le nombre d'habitants, au dernier recensement, étant compris entre 500 et 1 499, le nombre de membres du conseil municipal est de 15.

## Démographie
Ses habitants sont appelés les Gayons et les Gayonnes.
L'évolution du nombre d'habitants est connue à travers les recensements de la population effectués dans la commune depuis 1793. Pour les communes de moins de 10 000 habitants, une enquête de recensement portant sur toute la population est réalisée tous les cinq ans, les populations de référence des années intermédiaires étant quant à elles estimées par interpolation ou extrapolation. Pour la commune, le premier recensement exhaustif entrant dans le cadre du nouveau dispositif a été réalisé en 2008.

En 2022, la commune comptait 581 habitants, en évolution de −1,69 % par rapport à 2016 (Marne : −1,19 %, France hors Mayotte : +2,11 %).
| 1793 | 1800 | 1806 | 1821 | 1831 | 1836 | 1841 | 1846 | 1851 |
| ---- | ---- | ---- | ---- | ---- | ---- | ---- | ---- | ---- |
| 488  | 524  | 550  | 519  | 597  | 611  | 599  | 631  | 635  |

| 1856 | 1861 | 1866 | 1872 | 1876 | 1881 | 1886 | 1891 | 1896 |
| ---- | ---- | ---- | ---- | ---- | ---- | ---- | ---- | ---- |
| 621  | 622  | 633  | 653  | 631  | 609  | 608  | 595  | 575  |

| 1901 | 1906 | 1911 | 1921 | 1926 | 1931 | 1936 | 1946 | 1954 |
| ---- | ---- | ---- | ---- | ---- | ---- | ---- | ---- | ---- |
| 573  | 588  | 570  | 517  | 515  | 443  | 434  | 416  | 445  |

| 1962 | 1968 | 1975 | 1982 | 1990 | 1999 | 2006 | 2008 | 2013 |
| ---- | ---- | ---- | ---- | ---- | ---- | ---- | ---- | ---- |
| 513  | 506  | 534  | 556  | 549  | 560  | 556  | 555  | 581  |

| 2018 | 2022 | - | - | - | - | - | - | - |
| ---- | ---- | - | - | - | - | - | - | - |
| 586  | 581  | - | - | - | - | - | - | - |

## Culture locale et patrimoine

### Lieux et monuments

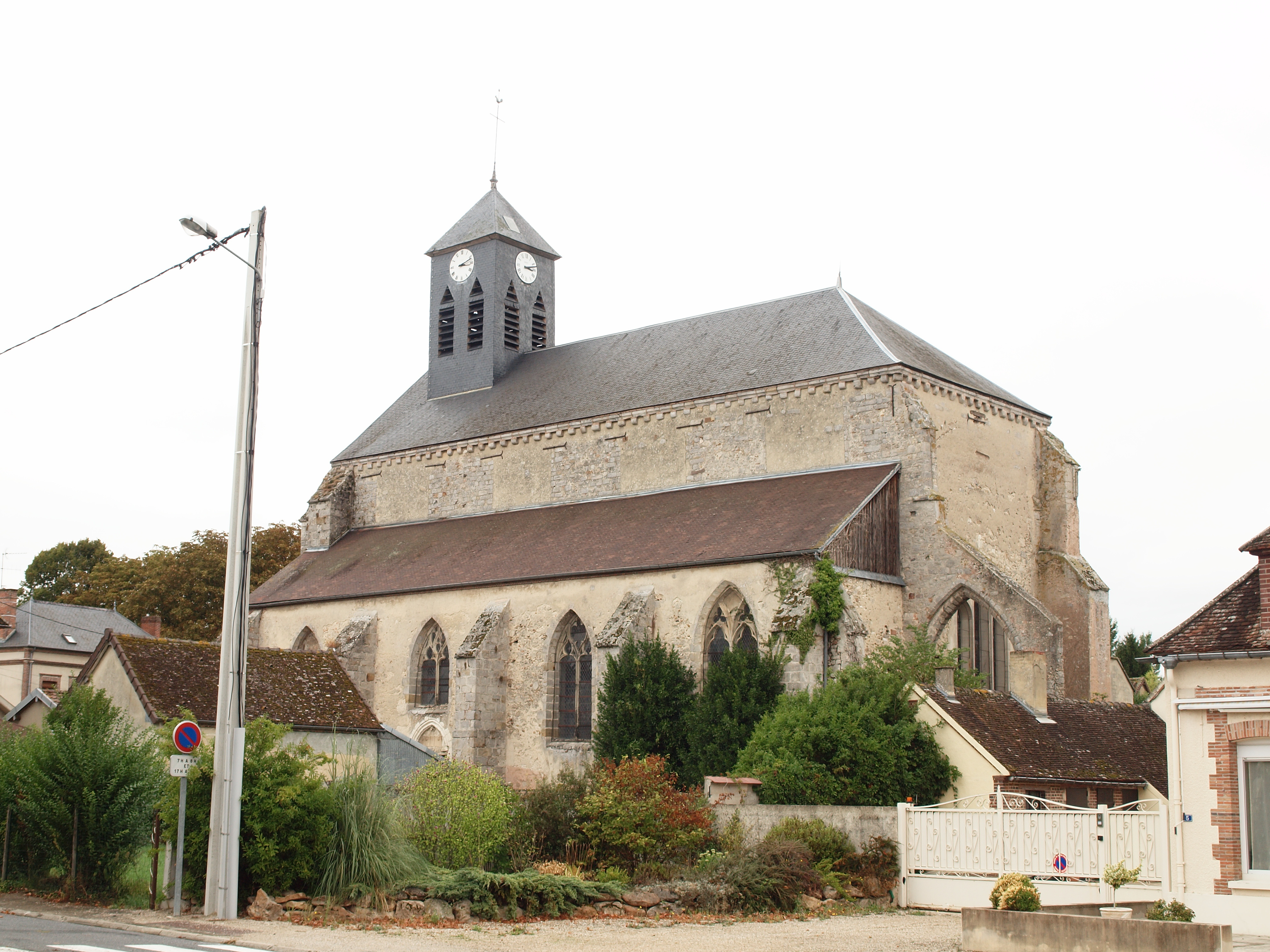
Église du prieuré Notre-Dame.

Pendant 700 ans, Notre-Dame de Gaye fut un très influent prieuré bénédictin, relié à l'abbaye bourguignonne de Cluny, fondée en 909-910. L'église paroissiale actuelle, ex-église prieurale très diminuée au XVIe et le logis du XVIIIe siècle sont des vestiges de ce prieuré, supprimé en 1788. L'église de Gaye est aujourd'hui membre de la Fédération des Sites Clunisiens, réseau des sites clunisiens, grand itinéraire culturel du conseil de l'Europe.

### Héraldique
| Blason de Gaye | Blason  | De gueules à la fasce ondée abaissée d'argent chargée d'une fasce ondée d'azur, surmontée à dextre d'une gerbe de blé d'or et à senestre de deux clés du même passées en sautoir et brochant sur une épée d'argent garnie d'or, à une roue de moulin du même brochant en cœur ; au chef d'azur chargé d'une fasce d'argent côtoyée de deux doubles burelles potencées contre potencées d'or. |
| Blason de Gaye | Détails | Création Jean-François Binon, adoptée. |